# Поліця Козицька
Поліця Козицька (хорв. Poljica Kozička) — населений пункт у Хорватії, у Сплітсько-Далматинській жупанії у складі міста Вргораць.

## Населення
Населення за даними перепису 2011 року становило 172 осіб.
Динаміка чисельності населення поселення:

## Клімат
Середня річна температура становить 11,16 °C, середня максимальна – 25,11 °C, а середня мінімальна – -3,06 °C. Середня річна кількість опадів – 938 мм.
| Клімат поселення                              | Клімат поселення | Клімат поселення | Клімат поселення | Клімат поселення | Клімат поселення | Клімат поселення | Клімат поселення | Клімат поселення | Клімат поселення | Клімат поселення | Клімат поселення | Клімат поселення | Клімат поселення |
| Показник                                      | Січ.             | Лют.             | Бер.             | Квіт.            | Трав.            | Черв.            | Лип.             | Серп.            | Вер.             | Жовт.            | Лист.            | Груд.            |                  |
| Середній максимум, °C                         | 7,14             | 7,74             | 11,18            | 14,87            | 19,69            | 23,56            | 25,11            | 24,88            | 20,42            | 16,18            | 11,19            | 8,13             |                  |
| Середня температура, °C                       | 2,06             | 2,64             | 6,08             | 9,77             | 14,58            | 18,47            | 20,84            | 20,63            | 16,17            | 11,93            | 6,94             | 3,88             |                  |
| Середній мінімум, °C                          | −3,06            | −2,47            | 0,98             | 4,68             | 9,48             | 13,38            | 16,58            | 16,38            | 11,92            | 7,67             | 2,69             | −0,38            |                  |
| Норма опадів, мм                              | 82               | 74               | 74               | 78               | 64               | 61               | 42               | 55               | 77               | 104              | 122              | 105              |                  |
| Середньомісячна швидкість вітру, м/с          | 2.92             | 3.34             | 3.34             | 3.10             | 2.75             | 2.46             | 2.44             | 2.33             | 2.60             | 2.74             | 3.28             | 3.41             |                  |
| Середньомісячна сонячна радіація, кДж/м²·день | 5674             | 8264             | 12026            | 16165            | 19713            | 22537            | 24296            | 21459            | 16122            | 10545            | 6131             | 4786             |                  |
| --------------------------------------------- | ---------------- | ---------------- | ---------------- | ---------------- | ---------------- | ---------------- | ---------------- | ---------------- | ---------------- | ---------------- | ---------------- | ---------------- | ---------------- |
| Джерело:                                      |                  |                  |                  |                  |                  |                  |                  |                  |                  |                  |                  |                  |                  |